# Glenolden
Glenolden es un borough ubicado en el condado de Delaware en el estado estadounidense de Pensilvania. En el año 2000 tenía una población de 7,476 habitantes y una densidad poblacional de 2,962.8 personas por km².

## Geografía
Glenolden se encuentra ubicado en las coordenadas 39°53′56″N 75°17′33″O / 39.89889, -75.29250

## Demografía
Según la Oficina del Censo en 2000 los ingresos medios por hogar en la localidad eran de $41,189 y los ingresos medios por familia eran $48,648. Los hombres tenían unos ingresos medios de $39,401 frente a los $29,083 para las mujeres. La renta per cápita para la localidad era de $20,173. Alrededor del 5% de la población estaba por debajo del umbral de pobreza.